# گمینا ستاویشن
گمینا ستاویشن (به لهستانی:  Gmina Stawiszyn) یک گمینا در لهستان است که در شهرستان کالیش واقع شده‌است. گمینا ستاویشن ۷۸٫۲۷ کیلومتر مربع مساحت و ۷٬۲۴۴ نفر جمعیت دارد.